# Anna i król
Anna i król – amerykański dramat historyczny z 1999 roku, powstały na podstawie powieści biograficznej Anna i król Syjamu autorstwa Margaret Landon, opowiadającej o życiu Anny Leonowens, nauczycielki dzieci króla Mongkuta.

## Obsada
- Jodie Foster – Anna Leonowens
- Chow Yun Fat – Król Mongkut
- Bai Ling – Tuptim
- Tom Felton – Louis Leonowens
- Randall Duk Kim – Generał Alak
- Syed Alwi – premier Kralahome
- Kay Siu Lim – książę Chowfa, brat króla
- Geoffrey Palmer – Lord John Bradley
- Melissa Campbell – Księżniczka Fa-Ying
- Keith Chin – Książę Chulalongkorn
- K.K. Moggie – Phim
- Robert Hands – kapitan Blake
- Sean Ghazi – Khun Phra Balat
- Dharma Harun Al-Rashid – Noi
- Harith Iskander – Nikorn
- Yusof B. Mohd Kassim – Pitak

## Fabuła
1852 rok. Brytyjka Anna Leonowens wraz z synem Ludwikiem wyrusza do Syjamu za wezwaniem króla Mongkuta. Tam na początku ma kształcić jego najstarszego syna, który ma go zastąpić na tronie, lecz po przyjeździe dowiaduje się, że będzie uczyć wszystkie dzieci króla. Nauczycielka i król nabierają do siebie stopniowo szacunku i sympatii pokonując dzielące ich różnice kulturowe; pomiędzy nimi rodzi się uczucie. Równocześnie z rozwijającym się wątkiem romantycznym obserwujemy na ekranie historie polityczną – buntu na dworze i próby obalenia króla Mongkuta.

## Nagrody i nominacje
Oscary za rok 1999
- Najlepsza scenografia i dekoracje wnętrz – Luciana Arrighi, Ian Whittaker (nominacja)
- Najlepsze kostiumy – Jenny Beavan (nominacja)

Złote Globy 1999
- Najlepsza muzyka – George Fenton (nominacja)
- Najlepsza piosenka – How Can I Not Love You – muz. i sł. Kenneth „Babyface” Edmonds, George Fenton, Robert Kraft (nominacja)

Nagroda Satelita 1999
- Najlepsze zdjęcia – Caleb Deschanel (nominacja)
- Najlepsza scenografia i dekoracje wnętrz – Luciana Arrighi, Lek Chaiyan Chunsuttiwat, John Ralph, Paul Ghirardani (nominacja)
- Najlepsze kostiumy – Jenny Beavan (nominacja)